# Pöszörszender
A pöszörszender (Hemaris tityus) a rovarok (Insecta) osztályának lepkék (Lepidoptera) rendjébe, ezen belül a szenderfélék (Sphingidae) családjába tartozó faj.

## Előfordulása
A pöszörszender egész Európában elterjedt, mindenekelőtt Közép-Európában sok lelőhelye ismert. Magyarországon szórványosan fordul elő. A hegyvidékeken 2000 méter magasságig feljut. A pöszörszender elterjedésében a hőmérsékletnek nagy szerepe van. Meleg, napfényes nyarakon egészen az Alpokig megjelenik, hideg, csapadékos nyáron előfordulása szigorúan Közép-Európa néhány „meleg sziget”-re korlátozódik. Meleg években számos egyeddel találkozhatunk. Európán kívül még megtalálható Nyugat-Szibériától Mongólián keresztül Kína északkeleti részéig és Tibetig. Elszigetelt állományai élnek Törökországban és Irán északi részén.

## Megjelenése
Ennek a szenderfélének szárnyfesztávolsága 40–50 milliméter. A hátulsó szárny kisebb. A potroh lapított, széles szőrpamatban végződik. A dongószenderhez (Hemaris fuciformis) hasonló faj, de annak elülső szárnyán sötét középfolt van, és hátulsó szárnyának pikkelyezett szegélye széles.

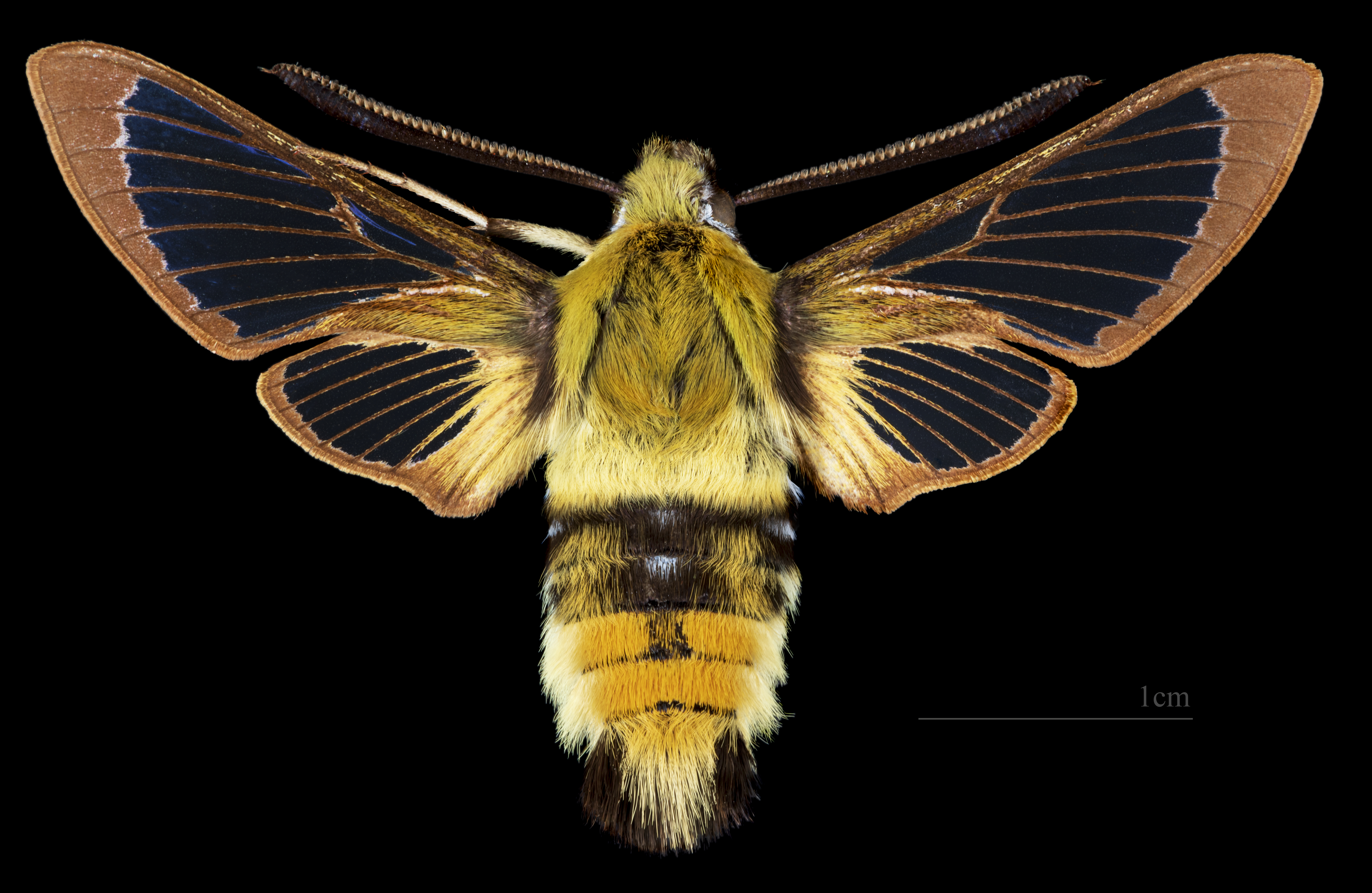
Hemaris tityus ♂
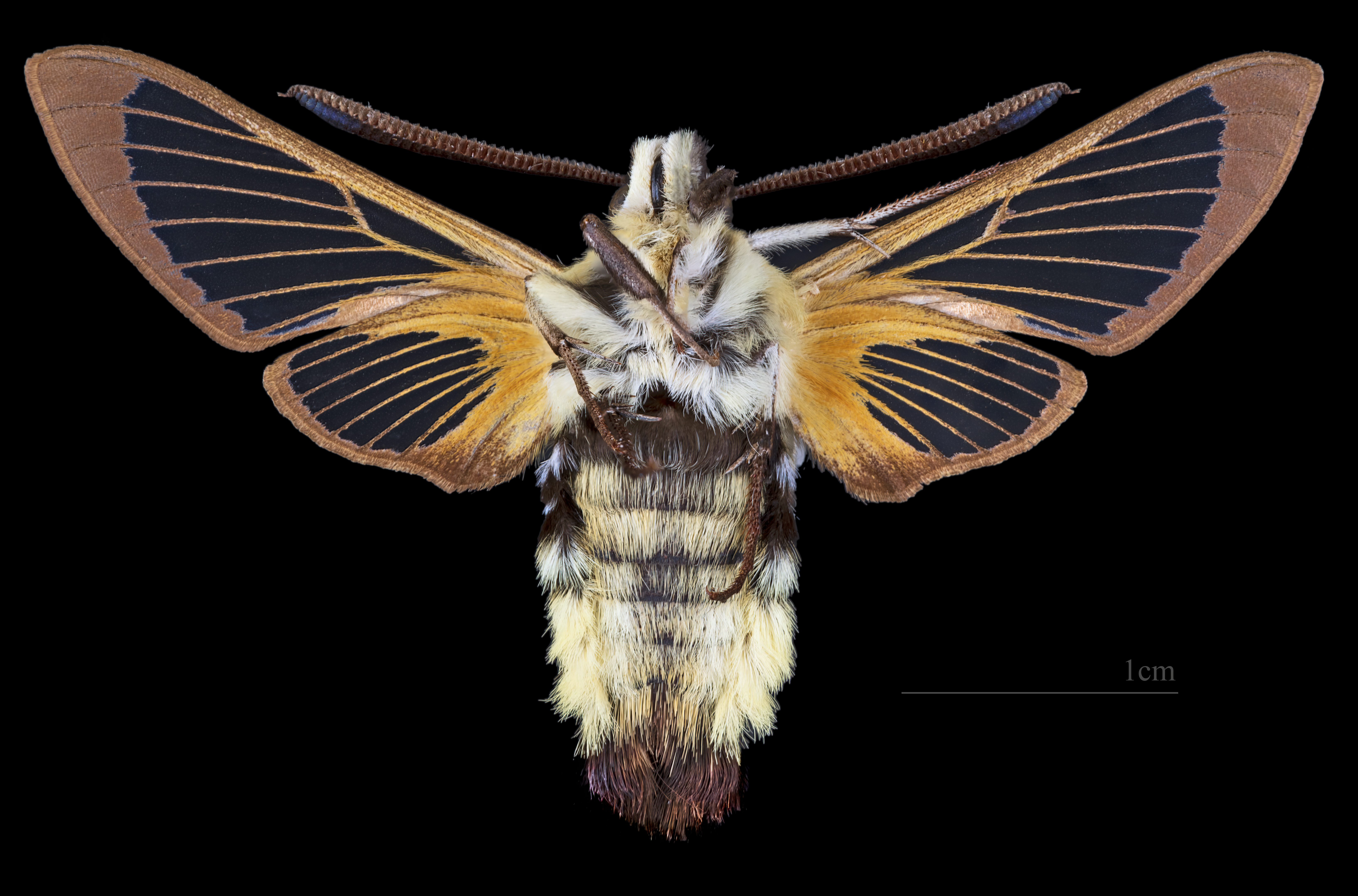
Hemaris tityus ♂   △
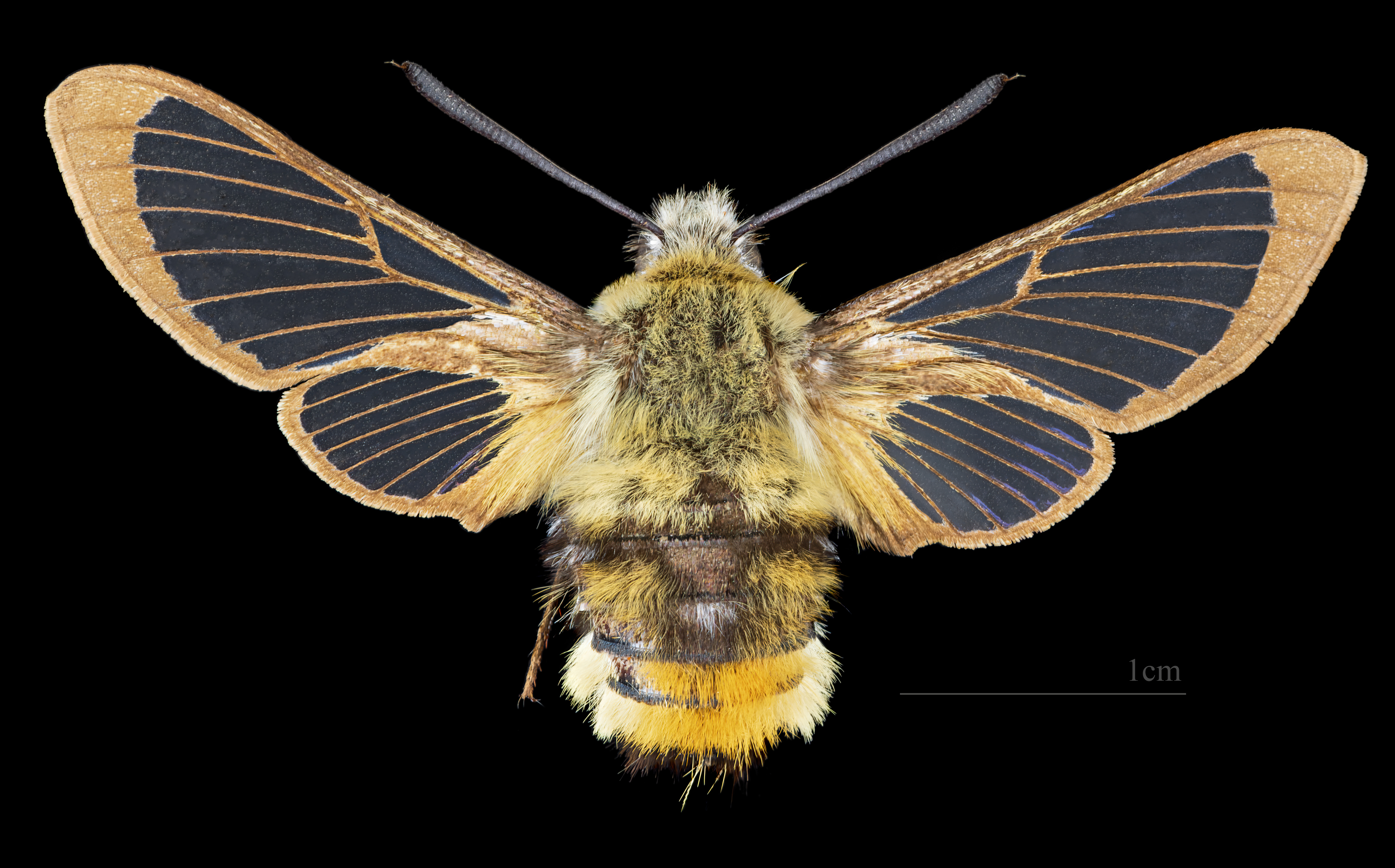
Hemaris tityus ♀
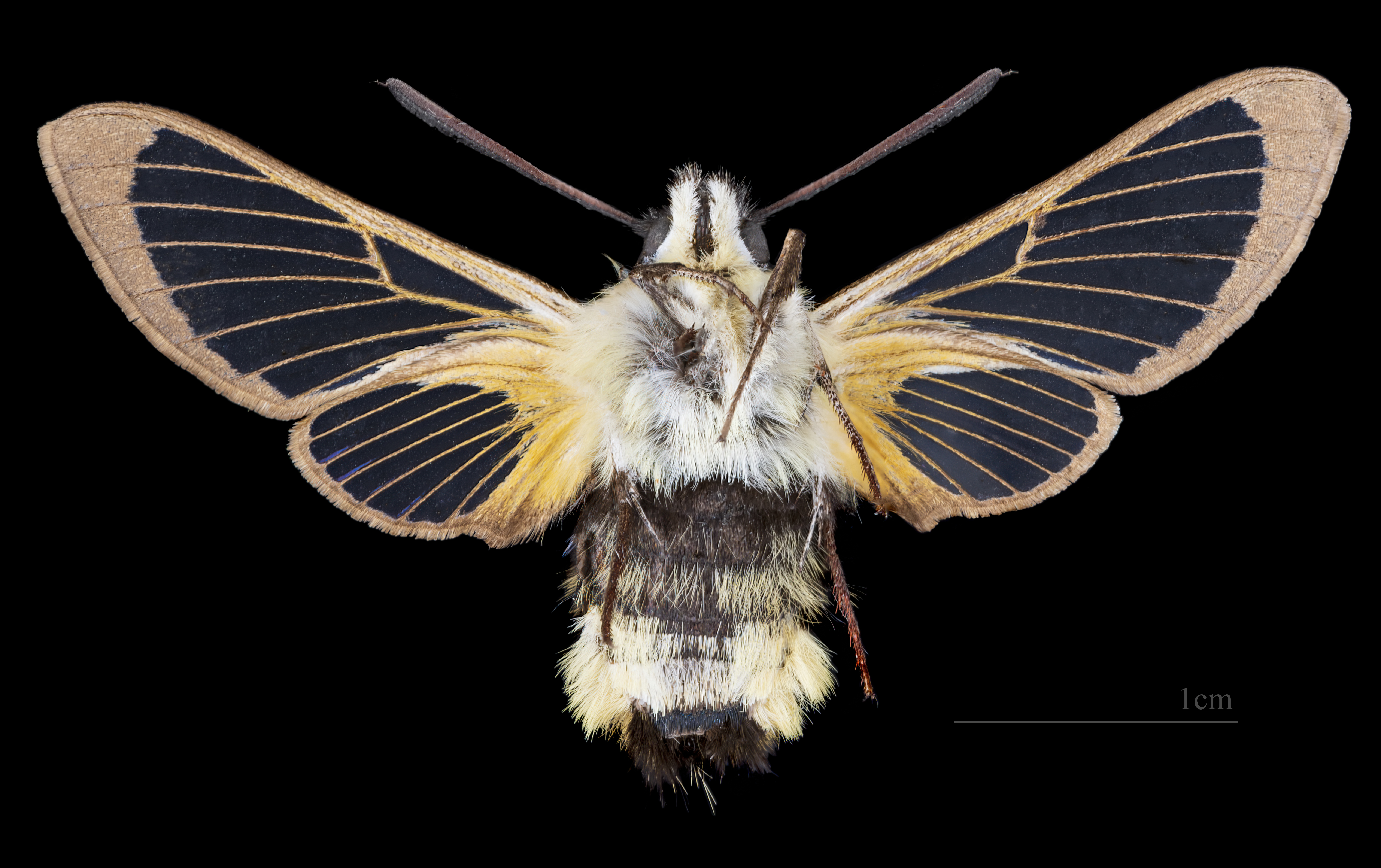
Hemaris tityus ♀ △

## Életmódja
A pöszörszender napsütötte, száraz helyek, fenyvesek tisztásai, meleg ligeterdők, hegyek déli lejtőinek lakója, de patakok és folyók partja mentén is megtaláljuk. Repülési ideje május–június között van.